# Llei de Little
En la teoria matemàtica de les cues, la llei de Little (també resultat, teorema, lema o fórmula) és un teorema de John Little que estableix que el nombre mitjà a llarg termini L de clients en un sistema estacionari és igual al taxa d'arribada efectiva mitjana a llarg termini λ multiplicada pel temps mitjà W que passa un client al sistema. Expressada algebraicament la llei és
{\displaystyle L=\lambda W.}
La relació no està influenciada per la distribució del procés d'arribada, la distribució del servei, l'ordre del servei o pràcticament qualsevol altra cosa. En la majoria de sistemes de cua, el temps de servei és el coll d'ampolla que crea la cua.
El resultat s'aplica a qualsevol sistema i, en particular, s'aplica als sistemes dins dels sistemes. Per exemple, en una sucursal bancària, la línia de clients pot ser un subsistema, i cadascun dels caixers un altre subsistema, i el resultat de Little es podria aplicar a cadascun, així com a tot. The only requirements are that the system be stable and no preventiu; això descarta estats de transició com ara l'inici o l'apagada inicial.
En alguns casos és possible no només relacionar matemàticament el nombre mitjà del sistema amb l'espera mitjana sinó fins i tot relacionar tota la distribució de probabilitat (i moments) del nombre del sistema amb l'espera.

## Història
En un article de 1954 es va suposar que la llei de Little es va suposar certa i es va utilitzar sense prova. La forma L = λW va ser publicat per primera vegada per Philip M. Morse on va desafiar els lectors a trobar una situació on la relació no es mantingués. Poc va publicar el 1961 la seva prova de la llei, demostrant que no existia tal situació. La prova de Little va ser seguida per una versió més senzilla de Jewell i una altra d'Eilon. Shaler Stidham va publicar una prova diferent i més intuïtiva el 1972.

## Exemples

### Trobar temps de resposta
Cal imaginar una aplicació que no tenia una manera fàcil de mesurar el temps de resposta. Si es coneix el nombre mitjà del sistema i el rendiment, el temps de resposta mitjà es pot trobar mitjançant la llei de Little:
temps de resposta mitjà = nombre mitjà del sistema / rendiment mitjà
Per exemple: un mesurador de profunditat de cua mostra una mitjana de nou treballs pendents de ser atesos. Afegiu-ne un per al treball que s'està donant servei, de manera que hi ha una mitjana de deu llocs de treball al sistema. Un altre mesurador mostra un rendiment mitjà de 50 per segon. El temps de resposta mitjà es calcula com a 0,2 segons = 10/50 per segon.

### Clients a la botiga
Cal imaginar una petita botiga amb un únic mostrador i una zona per navegar, on només una persona pot estar al taulell alhora, i ningú se'n va sense comprar alguna cosa. Així que el sistema és:
entrada → navegació → comptador → sortida
Si la velocitat a la qual la gent entra a la botiga (anomenada taxa d'arribada) és la velocitat a la qual surt (anomenada taxa de sortida), el sistema és estable. Per contra, una taxa d'arribada superior a una taxa de sortida representaria un sistema inestable, on el nombre de clients en espera a la botiga augmentaria progressivament cap a l'infinit.
La llei de Little ens diu que el nombre mitjà de clients a la botiga L, és la taxa d'arribada efectiva λ, multiplicat per el temps mitjà que un client passa a la botiga W, o simplement:
{\displaystyle L=\lambda W}
Suposem que els clients arriben a una taxa de 10 per hora i es queden una mitjana de 0,5 hores. Això vol dir que hauríem de trobar el nombre mitjà de clients a la botiga en qualsevol moment de 5.
{\displaystyle L=10\times 0.5=5}
Ara suposem que la botiga està considerant fer més publicitat per augmentar la taxa d'arribada a 20 per hora. La botiga ha d'estar preparada per acollir una mitjana de 10 ocupants o ha de reduir el temps que cada client passa a la botiga a 0,25 hores. La botiga podria aconseguir aquest últim trucant la factura més ràpidament o afegint més comptadors.
Podem aplicar la llei de Little als sistemes de la botiga. Per exemple, considereu el comptador i la seva cua. Suposem que notem que hi ha de mitjana 2 clients a la cua i al taulell. Sabem que la taxa d'arribada és de 10 per hora, de manera que els clients han de passar 0,2 hores de mitjana fent la sortida.
{\displaystyle W={\frac {L}{\lambda }}={\frac {2}{10}}=0.2}

## Aplicacions
La llei de Little s'utilitza àmpliament en la fabricació per predir el temps de lliurament en funció de la taxa de producció i la quantitat de treball en procés.
Els provadors de rendiment del programari han utilitzat la llei de Little per garantir que els resultats de rendiment observats no es deuen als colls d'ampolla imposats per l'aparell de prova.
Altres aplicacions inclouen dotar de personal als departaments d'emergències als hospitals.

### Forma distributiva
Una extensió de la llei de Little proporciona una relació entre la distribució en estat estacionari del nombre de clients del sistema i el temps passat al sistema sota una disciplina de servei de primer arribat, primer servit.